# Faouzi Ben Khalidi
Faouzi Ben Khalidi (ur. 3 lutego 1963) – algierski piłkarz występujący na pozycji pomocnika. Uczestnik Mistrzostw Świata 1986.

## Kariera klubowa
Podczas Mistrzostw Świata 1986 reprezentował barwy klubu WA Boufarik. Grał również w takich klubach jak: Olympique Medea i USM Algier.

## Kariera reprezentacyjna
Faouzi Ben Khalidi występował w reprezentacji Algierii w latach osiemdziesiątych.
Z reprezentacją Algierii uczestniczył Mistrzostwach Świata 1986. 
Na Mundialu był rezerwowym i nie wystąpił w żadnym spotkaniu.